# إيرل هاريس
إيرل هاريس (3 نوفمبر 1952 - ) (بالإنجليزية: Earl Harris)‏ هو لاعب كريكت بريطاني. لعب مع نادي وارويكشاير للكريكيت ‏.

## وصلات خارجية
- إيرل هاريس على موقع إي آس بي آن كريك إنفو (الإنجليزية)